# Вагон-Маунд (Нью-Мексико)
Вагон-Маунд (англ. Wagon Mound) — селище (англ. village) в США, в окрузі Мора штату Нью-Мексико. Населення — 266 осіб (2020).

## Географія
Вагон-Маунд розташований за координатами 36°0′16″ пн. ш. 104°42′33″ зх. д. / 36.00444° пн. ш. 104.70917° зх. д. (36.004572, -104.709211).  За даними Бюро перепису населення США в 2010 році селище мало площу 2,66 км², уся площа — суходіл.

## Демографія
Згідно з переписом 2010 року, у селищі мешкало 314 осіб у 160 домогосподарствах у складі 84 родин. Густота населення становила 118 осіб/км².  Було 222 помешкання (83/км²).
Расовий склад населення:
| - 77,7 % — білих - 2,2 % — корінних американців - 0,6 % — чорних або афроамериканців - 16,6 % — осіб інших рас |

До двох чи більше рас належало 2,9 %. Частка іспаномовних становила 84,4 % від усіх жителів.
За віковим діапазоном населення розподілялося таким чином: 16,9 % — особи молодші 18 років, 59,2 % — особи у віці 18—64 років, 23,9 % — особи у віці 65 років та старші. Медіана віку мешканця становила 51,6 року. На 100 осіб жіночої статі у селищі припадало 113,6 чоловіків;  на 100 жінок у віці від 18 років та старших — 108,8 чоловіків також старших 18 років.
Середній дохід на одне домашнє господарство  становив 30 405 доларів США (медіана — 26 429), а середній дохід на одну сім'ю — 34 751 долар (медіана — 36 364). За межею бідності перебувало 32,5 % осіб, у тому числі 89,7 % дітей у віці до 18 років та 14,0 % осіб у віці 65 років та старших.
Цивільне працевлаштоване населення становило 176 осіб. Основні галузі зайнятості: освіта, охорона здоров'я та соціальна допомога — 59,1 %, публічна адміністрація — 13,6 %, науковці, спеціалісти, менеджери — 8,0 %, роздрібна торгівля — 7,4 %.